# Ilá (Nigéria)
Ila é uma Área de governo local no estado de Osun, Nigéria. Sua sede fica na cidade de Ila Orangun.
Possui uma área de 303 km² e uma população de 62.054 no censo de 2006.
O código postal da área é 234.